# 洛什科德
洛什科德，是匈牙利索博尔奇-索特马尔-贝拉格州所辖的一个村。总面积13.59平方公里，总人口979，人口密度72.0人/平方公里（2011年1月1日）。